# Clematis commutata
Clematis commutata är en ranunkelväxtart som beskrevs av O. Kuntze. Clematis commutata ingår i släktet klematisar, och familjen ranunkelväxter. Utöver nominatformen finns också underarten C. c. glabrisepala.